# Jagiellonowie czesko-węgierscy
Jagiellonowie czesko-węgierscy – linia dynastii Jagiellonów zapoczątkowana przez Władysława II Jagiellończyka, najstarszego syna Kazimierza Jagiellończyka, panująca na tronach Czech (1471–1526) i Węgier (1490–1526). 
Panowanie Jagiellonów na tronie czesko-węgierskim zakończyła śmierć Ludwika Jagiellończyka w bitwie pod Mohaczem.

## Drzewo genealogiczne

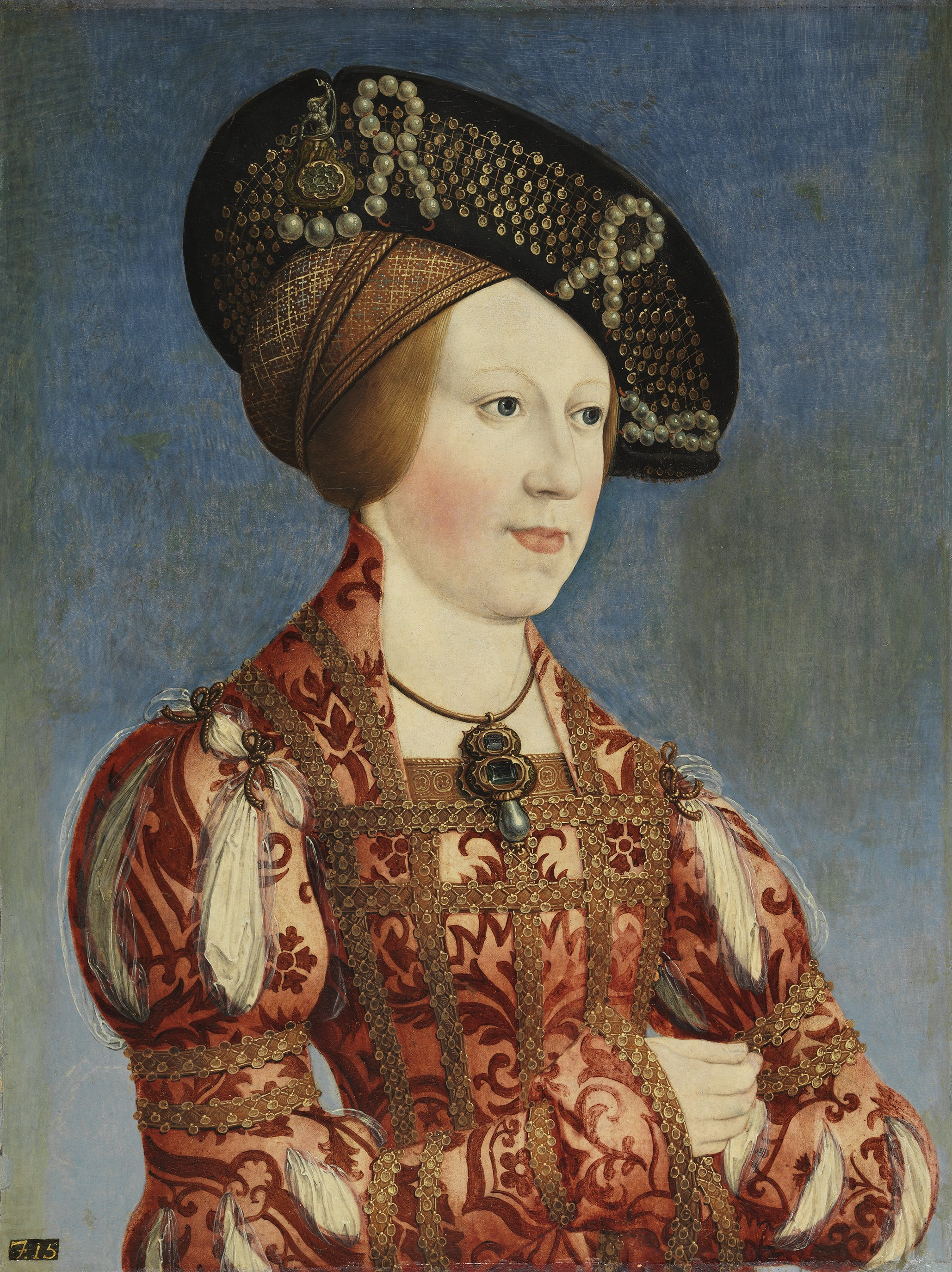
Anna Jagiellonka, ostatnia przedstawicielka Jagiellonów czesko-węgierskich; po śmierci swojego brata została królową czeską i węgierską jako żona Ferdynanda I Habsburga.

Kazimierz IV Jagiellończyk
- Władysław II Jagiellończyk
  - Anna Jagiellonka
  - Ludwik II Jagiellończyk